# American Psycho (film)
American Psycho er en amerikansk sort humor-psykologisk thriller fra 2000, instrueret af Mary Harron, som også var medskribent på filmmanuskriptet. Filmen er baseret på Bret Easton Ellis' roman af samme navn fra 1991. I hovedrollen ses Christian Bale som Patrick Bateman, desuden medvirker Willem Dafoe, Jared Leto, Josh Lucas, Chloë Sevigny, Samantha Mathis, Cara Seymour, Justin Theroux, Guinevere Turner, Reg E. Cathey og Reese Witherspoon.

## Medvirkende
- Christian Bale som Patrick Bateman
- Willem Dafoe som Donald Kimball
- Jared Leto som Paul Allen
- Josh Lucas som Craig McDermott
- Samantha Mathis som Courtney Rawlinson
- Matt Ross som Luis Carruthers
- Bill Sage som David Van Patten
- Chloë Sevigny som Jean
- Cara Seymour som Christie
- Justin Theroux som Timothy Bryce
- Guinevere Turner som Elizabeth
- Reese Witherspoon som Evelyn Williams
- Krista Sutton som Sabrina
- Stephen Bogaert som Harold Carnes
- Reg E. Cathey som hjemløs mand

## Soundtrack
Filmmusikken blev sammensat af John Cale, med kunstnere som David Bowie, The Cure og New Order. Huey Lewis and the News' sang "Hip to Be Square" skulle have været på soundtracket, men det blev forhindret af manglende udgivelsesrettigheder.